# Bahaï
 Bahaï è un comune del Ciad situato nel dipartimento di Wadi Hawar, provincia di Ennedi Est